# 丸山正樹
丸山 正樹（まるやま まさき、1961年 -）は、日本の作家。東京都出身。

## 人物
早稲田大学第一文学部演劇専修卒業。
広告代理店でアルバイトの後、フリーランスのシナリオライターとして企業・官公庁の広報ビデオから映画、オリジナルビデオ、テレビドラマ、ドキュメンタリー、舞台などの脚本を手掛ける。
2011年に『デフ・ヴォイス』により小説家デビュー。

## 著書

### 単行本

#### 〈デフ・ヴォイス〉シリーズ
- 『デフ・ヴォイス』（2011年7月、文藝春秋 / 2024年2月、創元推理文庫）
  - 【改題】『デフ・ヴォイス 法廷の手話通訳士』（2015年8月、文春文庫）
- 『龍の耳を君に デフ・ヴォイス新章』（2018年2月、東京創元社）
  - 【改題】『龍の耳を君に デフ・ヴォイス』（2020年6月、創元推理文庫）
- 『慟哭は聴こえない デフ・ヴォイス』（2019年6月、東京創元社 / 2021年12月、創元推理文庫）
- 『わたしのいないテーブルで デフ・ヴォイス』（2021年8月、東京創元社 / 2025年5月、創元推理文庫）

#### 〈刑事何森〉シリーズ
- 『刑事何森 孤高の相貌』（2020年9月、東京創元社 / 2023年11月、創元推理文庫）
  - 収録作品：二階の死体 / 灰色でなく / ロスト
- 『刑事何森 逃走の行先』（2023年6月、東京創元社）
  - 収録作品：逃女 / 永遠 / 小火

#### その他の小説
- 『漂う子』（2016年10月、河出書房新社 / 2019年11月、文春文庫）
- 『ワンダフル・ライフ』（2021年1月、光文社 / 2024年1月、光文社文庫）
- 『ウェルカム・ホーム！』（2022年5月、幻冬舎 / 2024年7月 幻冬舎文庫）
  - 収録作品：ウェルカム・ホーム / 真夜中の行進曲（マーチ） / 立派なお仕事 / 別れのワルツ / 揺れる康介 / とりあえずのトリアージ / パニック・イン・三〇五
- 『水まきジイサンと図書館の王女さま』（2022年7月、偕成社） - 絵：高杉千明
- 『キッズ・アー・オールライト』（2022年9月、朝日新聞出版）
- 『手話だからいえること 泣いた青鬼の謎』（2023年7月、偕成社） - 絵：高杉千明
- 『夫よ、死んでくれないか』（2023年11月、双葉社 / 2025年3月 双葉文庫）
- 『青い鳥、飛んだ』（2025年5月、角川春樹事務所）

### アンソロジー
「」内が丸山正樹の作品
- 『法廷ミステリーアンソロジー 逆転の切り札』（2022年6月、朝日文庫）「弁護側の証人」

### 単行本未収録作品
- 「ミラー」（『小説すばる』2012年6月号 集英社）
- 「カインの子」（『きらら』2019年9月号 - 11月号 小学館）
- 「ルーム」（『きらら』2020年3月号 - 5月号 小学館）
- 「デフ・ヴォイス5」（『紙魚の手帖』vol.22 APRIL 2025 - ）